# 381
Năm 381 là một năm trong lịch Julius.